# Glicoproteina O-acido grasso-aciltransferasi
La glicoproteina O-acido grasso-aciltransferasi è un enzima appartenente alla classe delle transferasi, che catalizza la seguente reazione:
palmitoil-CoA + glicoproteina del muco ⇄ CoA + O-palmitoilglicoproteina